# British Council
El British Council (Consejo Británico en español) es un instituto cultural público del Reino Unido cuya misión es difundir el conocimiento de la lengua inglesa y su cultura mediante la formación y otras actividades educativas. Además, este ente público cumple una función relevante para mejorar las relaciones exteriores del Reino Unido. Su sede principal se encuentra en Londres.

## Historia
Se creó con el nombre British Committee for Relations with Other Countries en 1934, como una organización voluntaria para promover la cultura, educación, ciencia y tecnología británica. Al año siguiente, se cambió el nombre de Committee a Council. En 1936, se redujo a su nombre actual. Sus primeras sedes se establecieron en Egipto, Portugal, Rumania y Polonia, en 1938. Su sede en España se abrió en 1940.

## Sedes
- Egipto (1938 a la fecha)
- Portugal (1938 a la fecha)
- Rumanía (1938 a la fecha)
- Polonia (1938 a la fecha)
- Brasil (1940 a la fecha)
- Chile (1940 a la fecha)
- Colombia (1939[1] a la fecha)
- España (1940 a la fecha)
- Venezuela (1940-1974, reabierto en 1975)
- Italia (1941 a la fecha)
- Bolivia (1941-1948, reabierto en 1997)
- Argentina (1942-1982, reabierto en 1991)
- Uruguay (1942-1974, reabierto en 2013)
- Ecuador (1942-1948, reabierto en 1978, cerrado de nuevo en 2001)
- Jamaica (1942-1967, reabierto en 1989)
- Guatemala (1943-1947)
- México (1943 a la fecha)
- Trinidad y Tobago (1943-1967, reabierto como Oficina Regional Caribeña en 1989)
- Barbados (1944-1967)
- Guyana (1944-1974)
- Perú (1946 a 2006, reabierto en 2016)
- Paraguay (1946-1948)
- Belice (1955-1974)
- Canadá (1959 a la fecha)
- Cuba (1969-1973, reabierto en 2000)

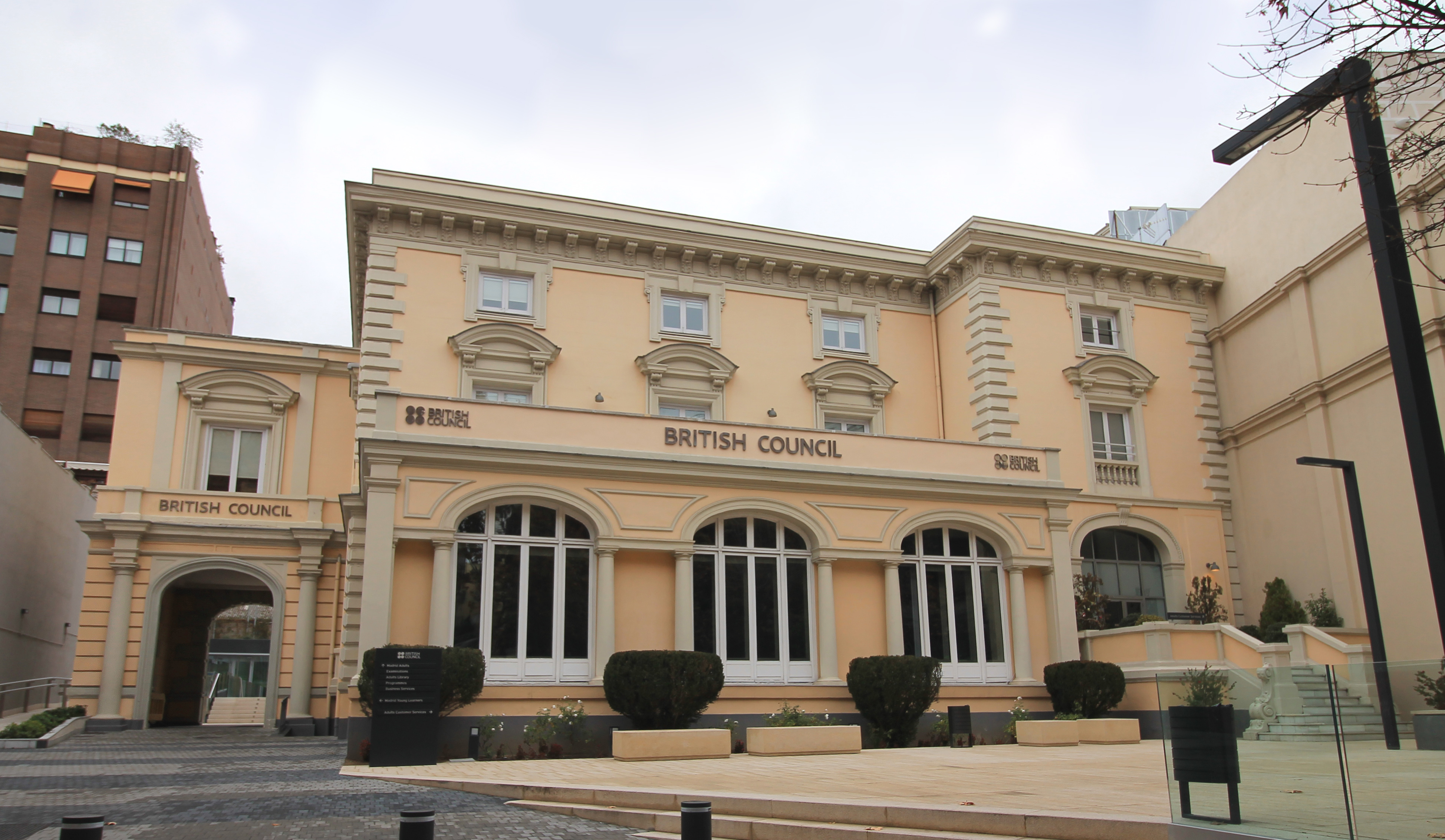
British Council en Madrid

- Estados Unidos (1973)
- Costa Rica (1978-1979)

## Premios
El British Council es equivalente al Instituto Cervantes español, el Goethe-Institut alemán, la Sociedad Dante Alighieri italiana, la Alianza Francesa y el Instituto Camões portugués. Todos ellos trabajan por divulgar sus respectivas culturas por todo el mundo, favoreciendo así el conocimiento de algunas de las principales lenguas europeas, hecho por el que se les otorgó de forma conjunta el Premio Príncipe de Asturias de Comunicación y Humanidades el 1 de junio de 2005.